# زقيات أحادية
زقيات أُحادية (الاسم العلمي: Monascaceae)، هي فصيلة فطريات متروكة من رتبة العوفنات.

## الأجناس
وفقًا لبنك مايكو، قُسمت الفصيلة على النحو التالي:
- زقية أحادية (Allescheria)
- زقية أحادية (Backusia)
- Basipetospora
- زقية أحادية (Eurotiella)
- Fraseriella
- زقية أحادية (Physomyces)
- زقية أحادية
- Xeromyces

يُصنف الجنس الأساسي زقية أحادية حاليًا في الرشاشيات ومعظم الأجناس الأخرى الآن مرادفات لزقية أحادية Monascus.